# 于是之
于是之（1927年7月9日—2013年1月20日），男，原籍天津，生于河北唐山，中國話劇表演艺术家。

## 生平
百日丧父，后随母迁至北京，曾在北平孔德小学读书，毕业于北师大男附小。初中就读于北师大附中，后因家贫辍学。15岁起曾做仓库佣工，后当抄写员。业余时间参加沙龙剧团和南北剧社演剧活动。1945年秋考入北京大学西语系法语专业，不久退学加入祖国剧团，参与《蜕变》、《以身作则》等剧的演出。1947年进入焦菊隐北平艺术馆，参加《上海屋檐下》、《大团圆》等剧的演出。
1949年2月参加华北人民文工团（北京人民艺术剧院前身），1951年塑造了《龙须沟》中程疯子的艺术形象，奠定了他优秀话剧演员的地位。此后相继演出了《关汉卿》、《雷雨》、《名优之死》、《茶馆》、《女店员》、《丹心谱》、《请君入瓮》、《洋麻将》等剧，都取得成功。其中，他在《茶馆》中扮演的王掌柜，成为中国当代话剧舞台上最为经典的艺术形象之一。此外，他还在电影《青春之歌》中扮演余永泽。1983年在影片《秋瑾》中，以精湛的演技塑造了清末附庸維新的封建官僚貴福的形象，維妙維肖地刻畫出角色的複雜性格，1984年獲第四屆中國電影金雞獎最佳男配角獎。
2013年1月20日于北京去世，享年86岁。

## 社会兼职
曾任第五屆全國政協委員，第七、八屆全國人大代表。

## 轶事
于是之也有写作才能。其回忆文章《幼学纪事》曾于1990年代被收入中国大陆高中语文课本，而且被很多人认为是那个时代的高中语文课本中最好的文章。